# Jack Zuta
John U. „Jack“ Zuta alias Jacob U. Zoota (* 18. Februar 1888; † 1. August 1930 in Delafield (Wisconsin)) war ein assoziierter Kosher Nostra des Chicago Outfit, weshalb er in dieser Verbrecherfamilie kein Vollmitglied werden konnte. Insbesondere war er als politischer „Organisator“ tätig.

## Leben
Zuta war Sohn einer polnisch-jüdischen Familie im damaligen Russischen Kaiserreich. Er kam 1913 in die USA und lebte in Chicago. Bevor er sich dem Verbrechen – insbesondere der Prostitution – zuneigte, hatte er als Händler in der West Side der Stadt gearbeitet. Seine illegalen Tätigkeiten wurden ihm später jedoch dann zunehmend von Jake Guzik, dessen Bruder und Mike „The Pike“ Heitler abgenommen.
Die Tätigkeit für Al Capone begann in den 1920er Jahren während der US-amerikanischen Alkoholprohibition. So unterstützte Zuta – im Auftrag von Capone – die Wiederwahl des Bürgermeisters William Hale Thompson.
Al Capone stand im Konflikt mit der North Side Gang; auch andere (kleinere) Banden stritten sich bei Gebietsübergriffen. Im Gesamtzusammenhang agierten jedoch auch diese im großen Verbund mit dem Chicago Outfit. Am 20. Oktober 1926 organisierten John „Dingbat“ O’Berta und Joe Saltis ein Treffen im Sherman Hotel; neben den beiden nahmen Al Capone, Bugs Moran, Vincent  Drucci, Jake Guzik, Ralph Sheldon, William Skidmore, Maxie Eisen, Myles O’Donnell, Christian P. „Barney“ Bertsche und ebenfalls Jack Zuta teil. Es wurde zunächst ein allgemeiner Waffenstillstand für alle bestehenden Feindseligkeiten beschlossen, Territorien wurden erneut abgesteckt und dadurch herrschte vorübergehend Frieden zwischen den Banden.
Im weiteren Konfliktverlauf wechselte Zuta dann allerdings 1927 die Seite und wurde für Bugs Moran tätig, der sich inzwischen mit Joe Aiello verbündet hatte. Aiello stand in Konkurrenz zu den Bestrebungen Capones, die Unione Siciliana unter Kontrolle zu halten. Als die Ermordung Antonio Lombardos beschlossen wurde, soll auch Zuta beteiligt gewesen sein. Auch zahlreiche weitere Präsidenten der Unione Siciliana fanden ein gewaltsames Ende.
Die Chicago Crime Commission führte Zuta im April 1930 an neunter Stelle der gefährlichsten Gangster der Stadt auf.
Im Juni 1930 sorgte Zuta für die Ermordung des Reporters Alfred „Jake“ Lingle vom Chicago Examiner, als dieser versuchte Moran zu erpressen. Als Zuta von der Polizei zu den Umständen des Mordes befragt worden war, wurde ein Mordanschlag auf ihn ausgeführt, als er die Polizeistation verließ. Offenbar befürchtete die Nordseite, Zuta würde zu einem Pentito.
Unbekannte Täter eröffneten das Feuer, töteten zwei umstehende Personen. Zuta blieb unverletzt und floh zunächst aus Chicago und tauchte in Milwaukee in Wisconsin nahe  dem unteren Nemahbin Lake unter, wo er unter dem Namen J. H. Goodman auftrat. Trotzdem wurde er aufgespürt und am 1. August 1930 in Delafield (Wisconsin) von fünf Tätern angegriffen und erschossen.

## Nachlass
Neben dem Motiv der Nordseite gab es noch eine ganze Reihe andere potentieller Gründe, die alle auf die weitverbreitete Korruption in Illinois zurückzuführen sind, denn Zuta hatte vielfältige Aufzeichnungen in diversen Schließfächern hinterlegt, die von Whiskeylieferungen per Schiff an Bugs Moran, Polizeiaktionen gegen Brauereien und detaillierte Bestechungen an Staatsbeamte und Politiker enthielt.
Einige der aufgeführten waren:
- Dorsey Crowe, Stadtrat in Chicago
- Nate DeLue, Direktor des Bildungsausschusses
- Joseph W. Schulman, Richter
- Emanuel Eller, ehemaliger Richter
- Martin C. Mulvihill, Polizeibeamter in Chicago
- Police Chief William O. Freeman, Polizeichef von Evanston (Illinois)
- Harry W. Starr, Senator von Illinois

Alle Aufgeführten leugneten die Bestechungen, nur Crowe und Starr gaben an, es würde sich wohl um Wahlkampfspenden handeln.
Der Name Zuta entwickelte sich kurzzeitig als Synonym für ausgeübte erfolgreiche Rache und als 1931 eine Belohnung von 50.000 US-Dollar auf Al Capone ausgesetzt wurde, kommentierte Capone dieses mit den Worten: „Nobody's gonna „Zuta“ me.“.